# Ilha Shortland
Shorthand, também conhecida como Alu, é a maior ilha das ilhas Shortland, fazendo parte da província Ocidental das Ilhas Salomão. Situa-se a sul da ilha Bougainville. Tinha 2000 habitantes em 1976.